# Al-Hajjaj ibn Yusuf ibn Matar
Pour les articles homonymes, voir Matar.
Al-Ḥajjāj ibn Yūsuf ibn Maṭar (arabe : الحجاج بن يوسف بن مطر) est un mathématicien arabe ayant travaillé à Bagdad au VIIIe – IXe siècle.

## Biographie
Il opéra la première traduction arabe des Éléments d'Euclide depuis le grec.
Il fit également une seconde traduction améliorée du même livre pour le calife Al-Ma'mun. Il traduisit l'Almageste de Ptolémée, en plus des traductions déjà existantes du même livre par Hunayn ibn Ishaq et Sahl al-Ṭabarī.
Au début du XIIe siècle, Adélard de Bath traduisit la version des Éléments d'al-Ḥajjāj en latin.

### Source
- Sonja Brentjes, «Ḥajjāj ibn Yūsuf ibn Maṭar», Thomas Hockey et al. (eds.), The Biographical Encyclopedia of Astronomers, New York, Springer, 2007, pp. 460–461.